# Riaño (León)
Riaño ist ein Ort und eine nordspanische Gemeinde mit 474 Einwohnern (Stand: 2024) in der Provinz León in der Autonomen Gemeinschaft Kastilien und León.

## Lage und Klima
Riaño liegt im Quellgebiet des Río Esla auf dem Nordufer des Stausees von Riaño zu Füßen der Picos de Europa in  einer Höhe von ca. 1130 m; die Provinzhauptstadt León ist etwa 100 km (Fahrtstrecke) in südwestlicher Richtung entfernt. Das Klima im Winter ist rau, im Sommer dagegen eher trocken und warm; Regen (ca. 795 mm/Jahr) fällt überwiegend im Winterhalbjahr.

## Bevölkerungsentwicklung
| Jahr      | 1857  | 1900  | 1950  | 2000 | 2017 |
| Einwohner | 1.810 | 2.025 | 1.849 | 627  | 477  |

Aufgrund der durch die Mechanisierung der Landwirtschaft und der Aufgabe von bäuerlichen Kleinbetrieben ausgelösten Landflucht ist die Bevölkerung der ehemaligen Kleinstadt seit dem Beginn des 20. Jahrhunderts kontinuierlich gesunken.

## Wirtschaft

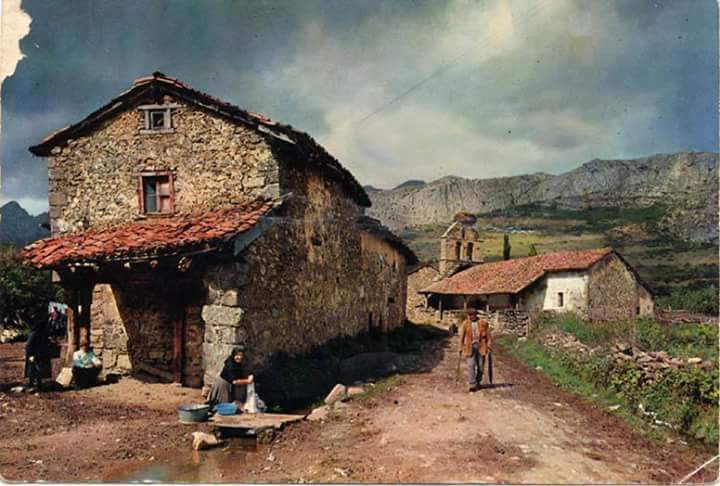
Weiler La Puerta mit Kirche (1960)

Riaño war jahrhundertelang eine Landgemeinde, deren Bewohner sich selbst mit Nahrungsmitteln versorgten; lediglich Butter und Käse konnten auf Märkten verkauft werden, die jedoch allesamt weit entfernt lagen. Seit den 1990er Jahren ist der Tourismus von größerer Bedeutung; mehrere Häuser werden als Ferienwohnungen (casas rurales) vermietet. Im Jahr 2016 wurde der Parque Regional de la Montaña de Riaño y Manpodre eingerichtet.

## Geschichte
Das alte Bauerndorf Riaño war der Hauptort einer aus insgesamt neun Dörfern und Weilern (pedanías) bestehenden Landgemeinde. Es wurde im Jahr 1987 abgerissen und ging im Stausee unter; die meisten Weiler – mit Ausnahme von Horcadas und Carande – sind ebenfalls untergegangen oder verlassen. Der neue Ort Riaño entstand sukzessive in den 1980er Jahren.

## Sehenswürdigkeiten

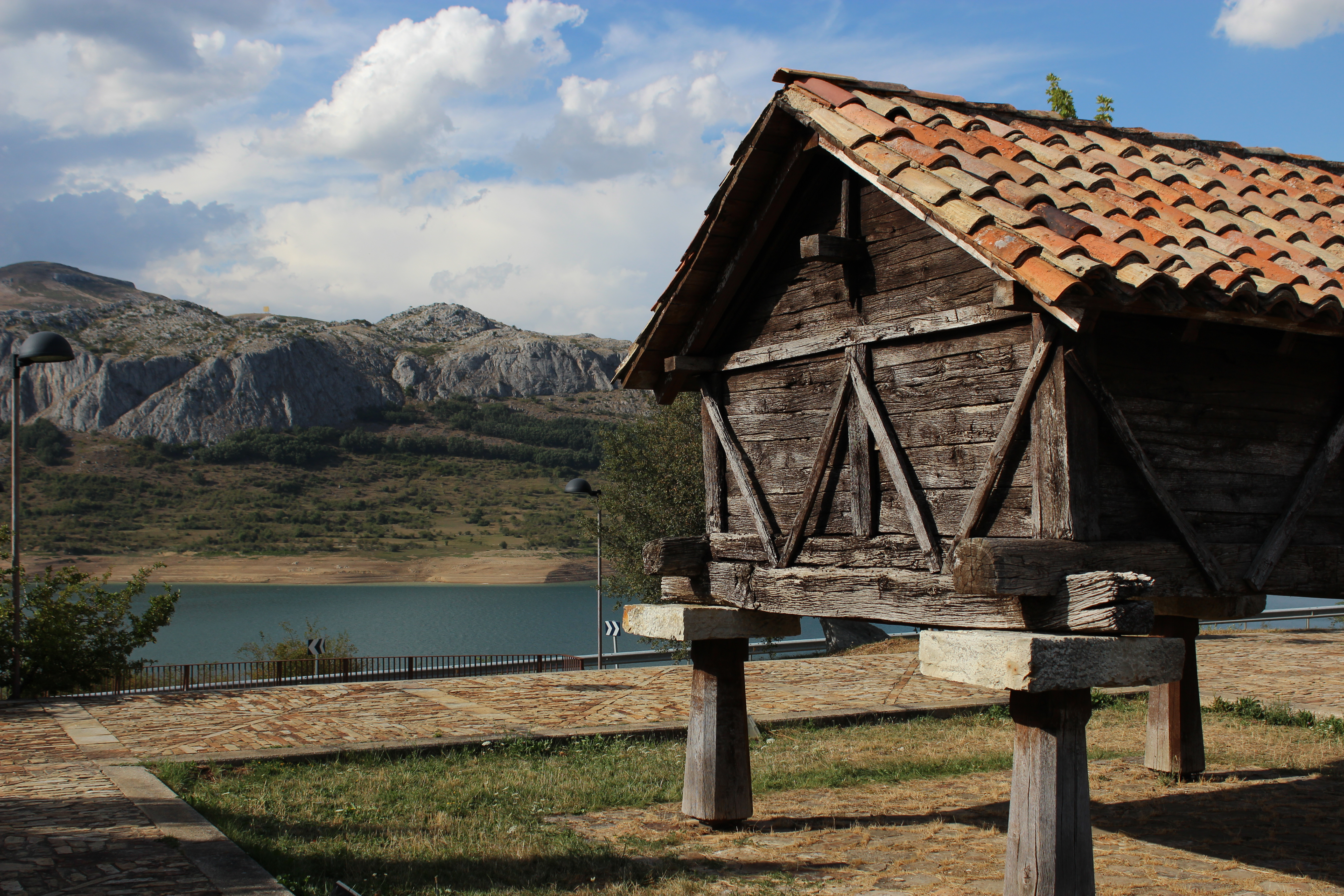
Getreidespeicher (horreo)

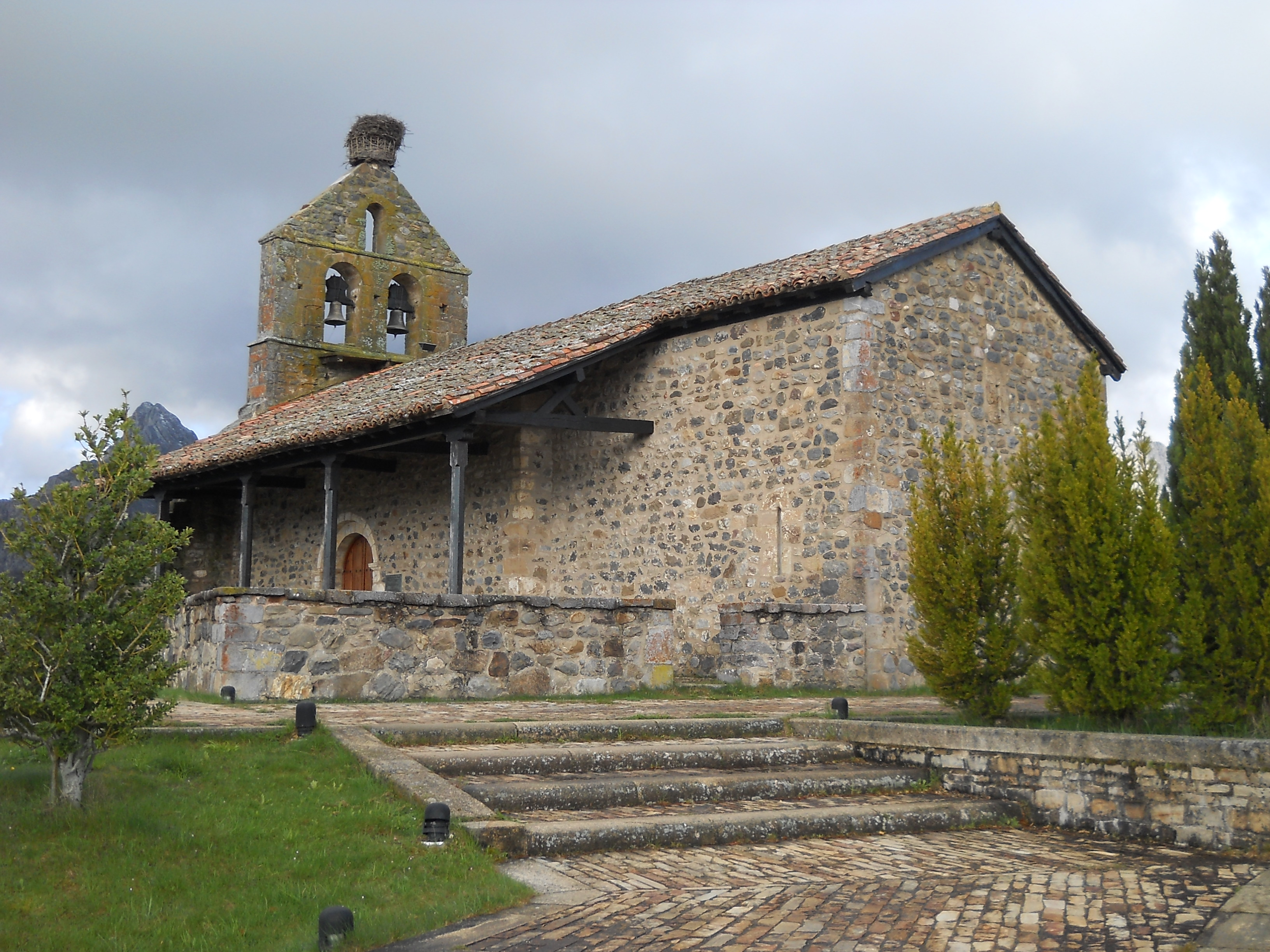
Kirche Nuestra Señora del Rosario

- Die umgebende Landschaft gehört wegen der Bergkulisse der Picos de Europa zu den schönsten in Nordspanien. Zahlreiche Wanderwege sind erschlossen.
- Die aus dem 14. Jahrhundert stammende, aber weitgehend aus Bruchsteinen erbaute Iglesia de Nuestra Señora del Rosario aus dem Weiler La Puerta wurde vor den Fluten des neuen Stausees gerettet und am Ortsrand von Riaño wieder aufgebaut; lediglich der Glockengiebel (espadaña) besteht aus exakt behauenen Hausteinen. Das Portal befindet sich auf der Südseite und ist von einem auf Holzstützen ruhenden Vordach geschützt. Das Kirchenschiff wird von einer Holzdecke überspannt; die gewölbte, aber flach schließende Apsis zeigt Fugenmalereien, Kreuze und eine Heiligenfigur mit Krummstab (hl. Antonius); einander gegenüberliegende Schlangenwesen finden sich im oberen Teil des leicht angespitzten Triumphbogens sowie in den gemalten Gewölberippen.
- Ein alter Getreidespeicher (horreo) wurde ebenfalls wieder aufgebaut.
- Im Jahr 2004 wurde das Museo Etnográfico Comarcal de Riaño eingeweiht, welches Einblicke in die längst vergangene Lebens- und Arbeitswelt der Region bietet.[4]

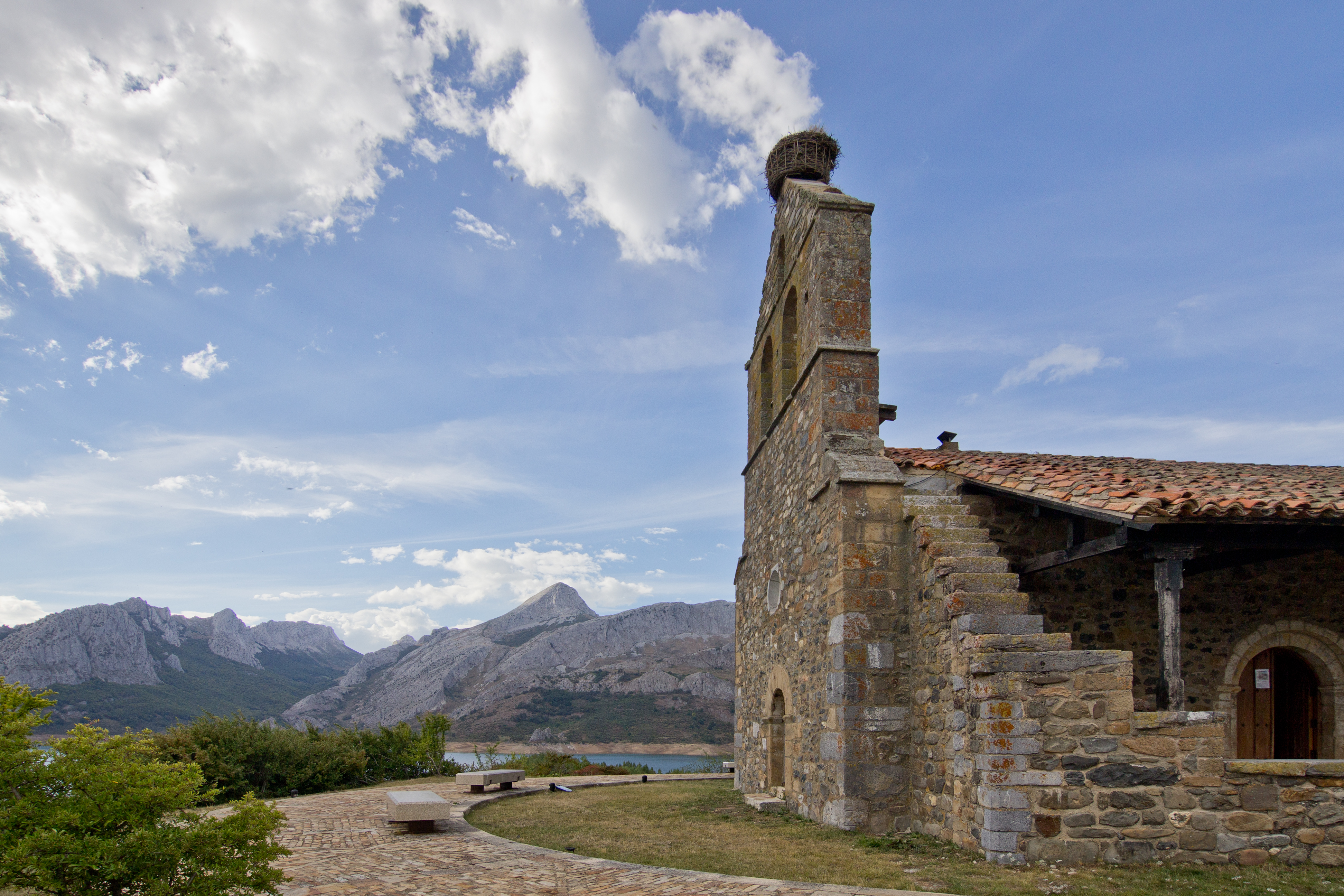
Kirche Nuestra Señora del Rosario
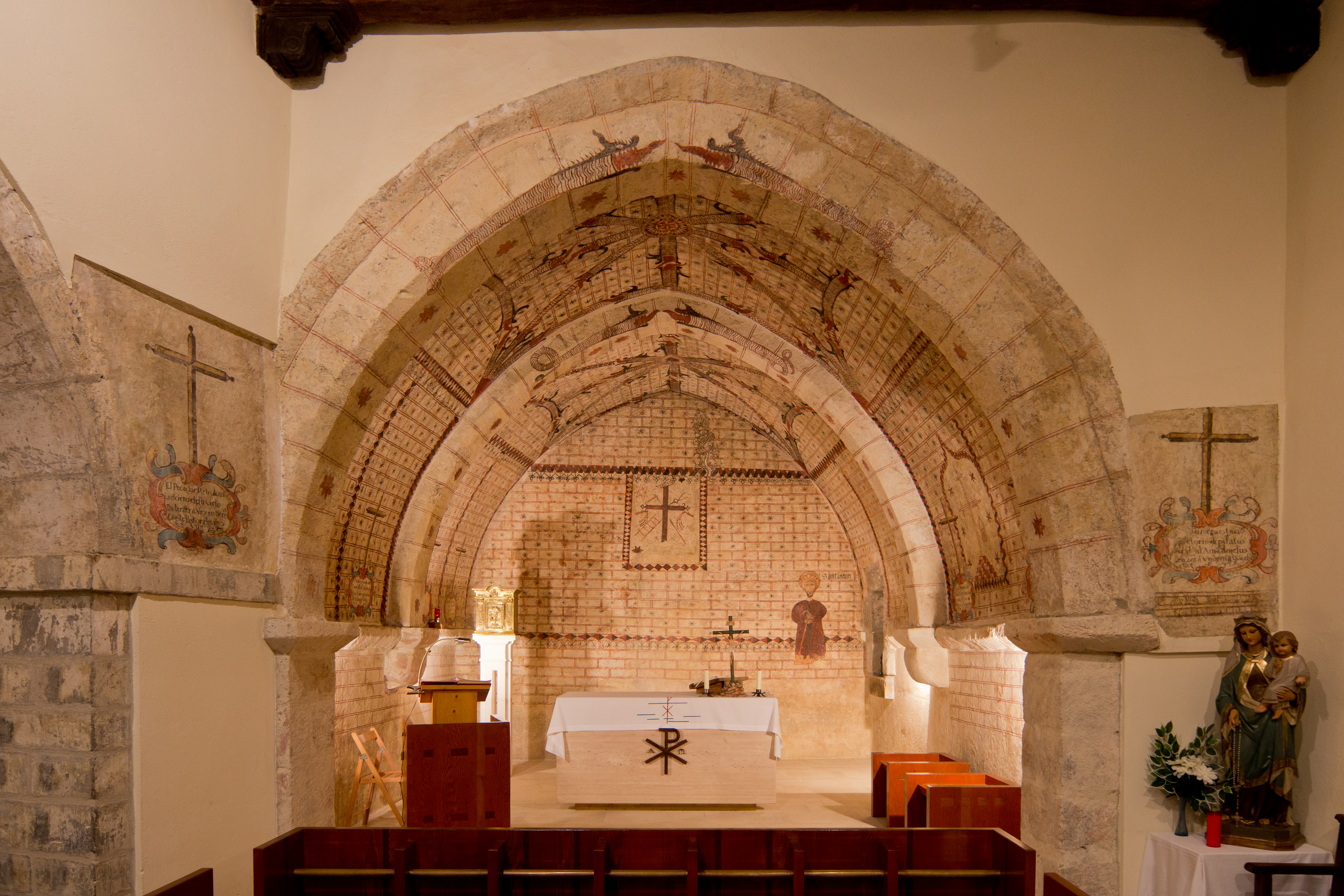
Inneres
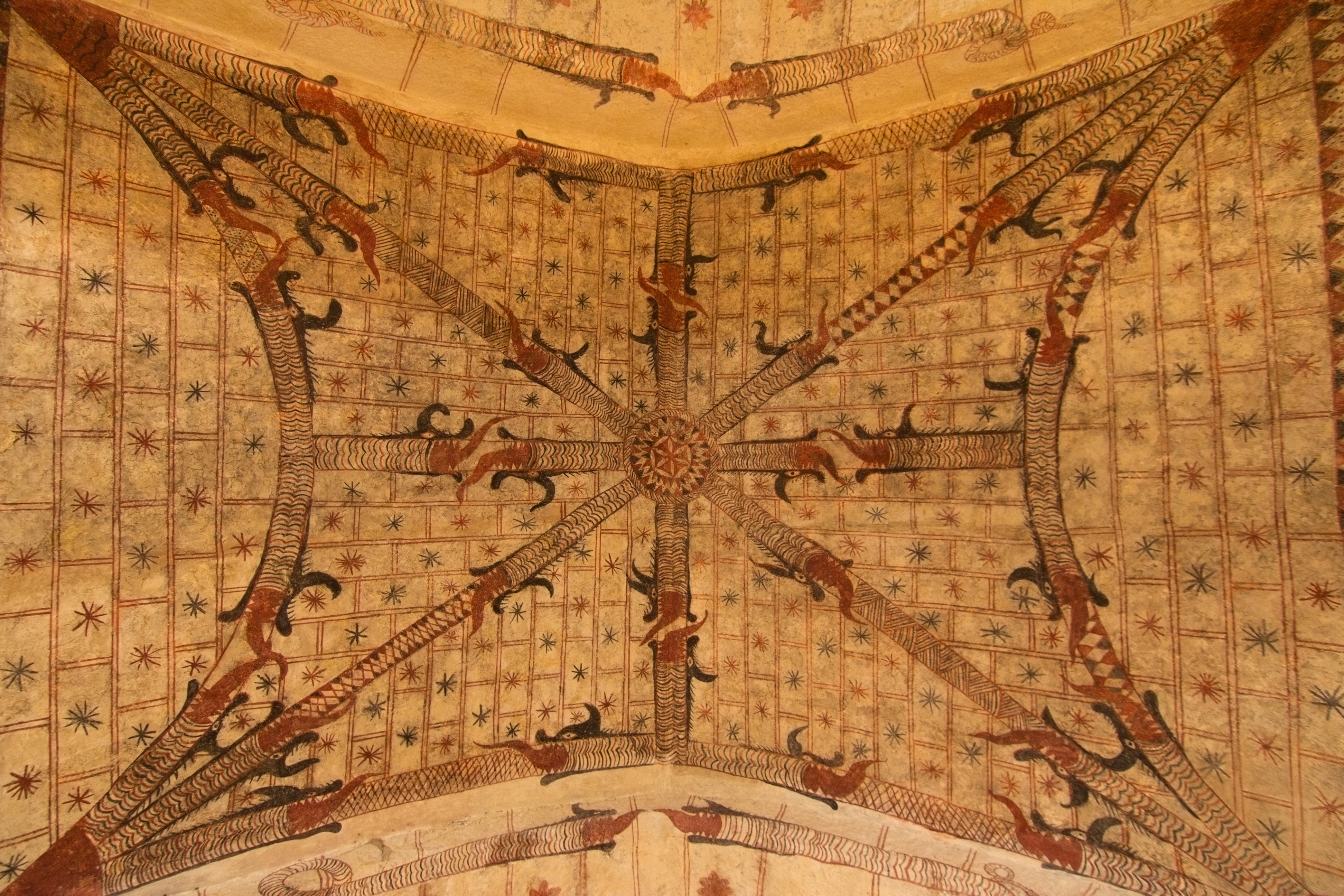
Malereien im Gewölbe